# Adolf von Bonin
Albert Ferdinand Adolf Karl Friedrich von Bonin (ur. 11 listopada 1803 w Heeren, zm. 16 kwietnia 1872 w Berlinie) – generał piechoty Armii Cesarstwa Niemieckiego, uczestnik wojny prusko-austriackiej i wojny prusko-francuskiej, szef Korpusu Jeździeckiego Żandarmerii Wojskowej, gubernator generalny Lotaryngii.

## Życiorys
W 1821 roku rozpoczął służbę w 2, Pułku Piechoty Gwardii w stopniu podporucznika (niem. Secondelieutnant). W 1830 roku przeniesiony do dowództwa Korpusu Gwardii, a w 1833 roku został adiutantem księcia Adalberta Hohenzollerna, twórcy pruskiej marynarki wojennej. Od 1838 roku pełnił funkcję adiutanta trzech kolejnych pruskich królów: Fryderyka Wilhelma III, Fryderyka Wilhelma IV i Wilhelma I. W 1863 roku, już w stopniu generała piechoty objął stanowisko dowódcy I Koprusu Armijnego, którym dowodził w trakcie wojny prusko-austriackiej. Jego nieumiejętne dowodzenie jednostką przyczyniło się do porażki wojsk pruskich w bitwie pod Trutnovem. Po zakończeniu wojny został gubernatorem wojskowym Drezna. W 1870 roku tymczasowo pełnił obowiązki gubernatora Berlina oraz gubernatora prowincji Brandenburgia. Rok później objął funkcję generała-gubernatora w okupowanej Lotaryngii. Jeszcze w tym samym roku został mianowany szefem Korpusu Jeździeckiego Żandarmerii Wojskowej (niem. Reitendes Feldjägercorps). Do śmierci był szefem 41. Pułku Piechoty. 

## Odznaczenia
Odznaczenia gen. von Bonina to między innymi:
- Krzyż Wielki Orderu Orła Czerwonego z liśćmi dębu
- Order Królewski Korony I klasy z mieczami
- Komtur Orderu Hohenzollernów
- Krzyż Żelazny II klasy
- Order Świętego Jana
- Komandor Orderu Lwa Zeryngeńskiego z gwiazdą (Badenia)
- Wielka Wstęga Orderu Leopolda (Belgia)
- Komandor II klasy Orderu Henryka Lwa (Brunszwik)
- Kawaler Orderu Danebroga (Dania)
- Komandor II klasy Orderu Gwelfów (Hanower)
- Komandor II klasy Orderu Wilhelma (Hesja)
- Komandor II klasy Orderu Ludwika (Hesja)
- Kawaler Krzyża Wielkiego Orderu Świętych Maurycego i Łazarza (Włochy)
- Komandor Orderu Leopolda (Austro-Węgry)
- Kawaler Orderu Korony Żelaznej II klasy (Austro-Węgry)
- Komandor Orderu Wieży i Miecza (Portugalia)
- Order Świętego Aleksandra Newskiego (Imperium Rosyjskie)
- Order Świętego Włodzimierza III klasy (Imperium Rosyjskie)
- Order Świętej Anny I klasy z koroną i brylantami (Imperium Rosyjskie)
- Krzyż Wielki Orderu Alberta z brylantami (Saksonia)
- Komandor II klasy Orderu Zasługi (Saksonia)
- Krzyż Wielki Orderu Ernestyńskiego (Saksonia)
- Komandor Krzyża Wielkiego Orderu Miecza z brylantami (Szwecja)
- Krzyż Wielki Orderu Świętego Józefa (Toskania)